# Agapanthia pustulifera
Agapanthia pustulifera là một loài bọ cánh cứng trong họ Cerambycidae.

## Hình ảnh

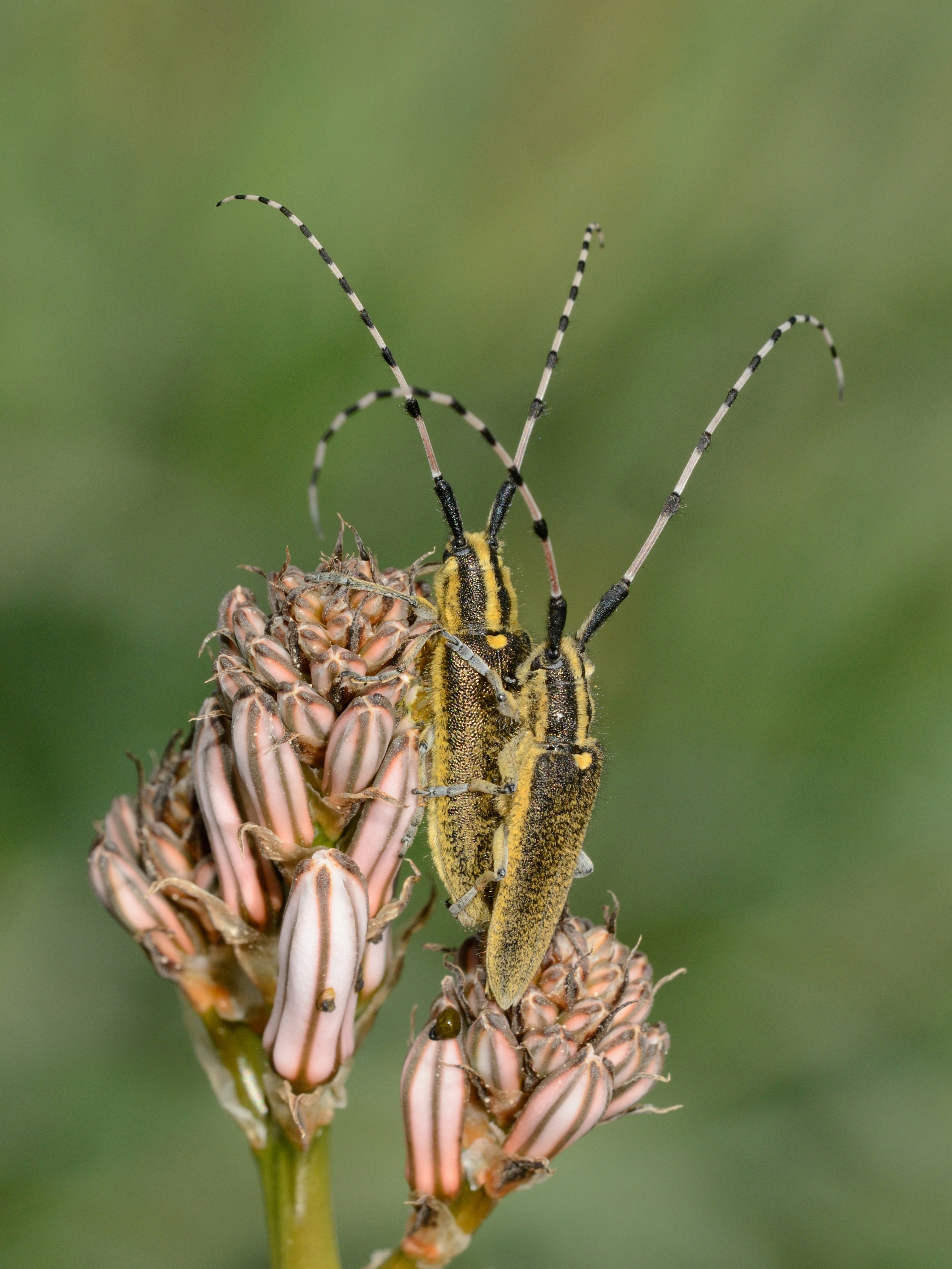